# Ökotoxikologie
Ökotoxikologie, auch Umwelttoxikologie oder ökologische Toxikologie genannt, ist eine fächerübergreifende Wissenschaft, die sich mit den Auswirkungen von Stoffen auf die belebte Umwelt befasst. Dabei finden Methoden und Aufgabenstellungen der Biologie, Toxikologie, Umweltchemie und Ökologie eine Anwendung.

## Geschichte

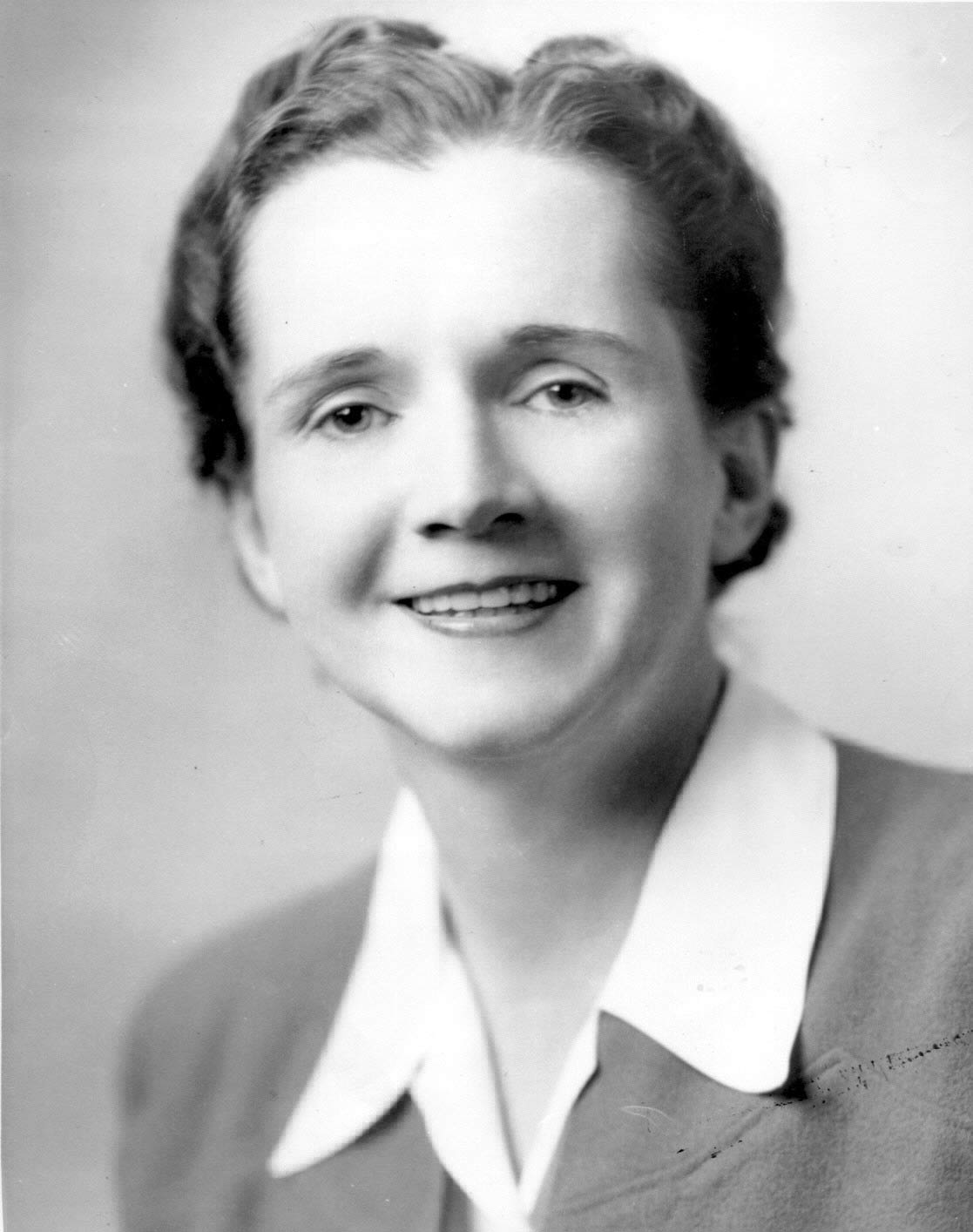
Rachel Carson

Nach dem Zweiten Weltkrieg wuchs die Sorge um schädliche Einflüsse auf die Umwelt durch giftige Stoffe. Ein Auslöser war die Erkenntnis, dass das zunächst als unbedenklich geltende Schädlingsbekämpfungsmittel DDT negative Auswirkungen auf die Bestände unter anderem von Fischen und Vögeln haben kann. Mit dem 1962 erschienenen Buch Silent Spring (Stummer Frühling) der amerikanischen Biologin Rachel Carson wurden auch der breiten Öffentlichkeit die möglichen negativen Folgen des ungebremsten Pestizid-Einsatzes auf die Umwelt bewusst; das Buch war allerdings lange Zeit nur im angelsächsischen Bereich bekannt. Auch der massive Einsatz von Herbiziden durch die USA im Vietnamkrieg (1965–1973), insbesondere das mit dem Dioxin TCDD verunreinigte Agent Orange, verstärkte die öffentliche Kritik, der zufolge zu wenig über mögliche schädliche Folgen für die Bevölkerung und die Umwelt bekannt sei.
Vor diesem Hintergrund hat der deutsche Chemiker Friedhelm Korte 1968 das Konzept der Ökologischen Chemie (heute eher Umweltchemie genannt) entwickelt und damit den Teilbereich der Chemie begründet, der sich mit dem Verhalten von Chemikalien in der Umwelt beschäftigt. Beide Wissenschaften (Ökotoxikologie und Umweltchemie) sind heute eng miteinander verzahnt.
Der Begriff „Ökotoxikologie“ selber wurde 1969 von dem französischen Toxikologen René Truhaut (1909–1994) in die Literatur eingeführt, etablierte sich aber erst rund 10 Jahre später im deutschen Sprachraum.

## Aufgaben der Ökotoxikologie
Die Ökotoxikologie zielt darauf ab Umweltgefährdungen zu erkennen, die Mechanismen dahinter zu verstehen, solche Gefährdungen abzuwenden und Grundlagen sowie Werkzeuge für effektive Umweltpolitiken zu liefern.
Eine Kernaufgabe der Ökotoxikologie ist die Risikobewertung von Substanzen, wozu auch die Bestimmung und Überprüfung von Grenzwerten gehört. Dabei werden alle organisatorischen Ebenen der Biologie betrachtet: Von der Ebene der Moleküle (wie der DNA), über die Zelle, die Gewebe, die Organe und die Population bis hin zu Ökosystemen und der Biosphäre.
Die zu ermittelnden Daten sind darum sowohl substanz- als auch medienbezogen. Das heißt, wie (toxisch) wirkt ein Stoff auf unterschiedliche Organismen-Gruppen in unterschiedlichen Umweltkompartimenten (Luft, Boden, Wasser)? Die Ergebnisse ökotoxikologischer Untersuchungen dienen unter anderem als Grundlage für Gesetze (z. B. Chemikaliengesetz, Pflanzenschutzgesetz, Bodenschutzgesetz) und damit der Gefahrenminimierung, von der Herstellung bis zur Verwendung und dem Verschleiß bzw. der Entsorgung der Substanz.
Mit steigender Expositionsdauer und Konzentration in den Umweltkompartimenten und Organismen steigt in der Regel die Wirkung der untersuchten Schadstoffe. Zur Risikobewertung von Substanzen müssen daher nicht nur die akute und chronische Toxizität der Substanz als solcher, sondern auch viele weitere ökologische und umweltchemische Aspekte untersucht werden. Hierzu gehören unter anderem:
- Eintragsweg: In welches Kompartiment wird die Substanz eingetragen?
- Abbauraten: Wie schnell wird die Substanz natürlich abgebaut?
- Persistenz: Wie lange verbleibt die Substanz in der Umwelt?
- Bioverfügbarkeit: Wie gut kann die Substanz von verschiedenen Organismen aufgenommen werden?
- Konzentration: Welche maximalen Konzentrationen können erwartet werden?
- Mobilität: Wie schnell und wie weit verbreitet sich die Substanz?
- Bioakkumulation: Reichert sich die Substanz in Organismen an?
- Biomagnifikation: Reichert sich die Substanz über die Nahrungsnetze an?
- Mischungseffekte: Hat die Substanz relevante Wechselwirkungen mit anderen Chemikalien (z. B. additiv, synergistisch, potentierend, antagonistisch …)

## Methoden der Ökotoxikologie
Um die vielfältigen Fragestellungen in der Ökotoxikologie bearbeiten zu können, wurden sehr unterschiedliche Untersuchungsmethoden entwickelt, die teilweise im Labor, aber auch in der Natur selber angewendet werden. Hierbei wird oft eine stufenweise Testung der betrachteten Substanz durchgeführt (tiered approach). Im Labor können standardisierte Untersuchungen mit hoher Reproduzierbarkeit erfolgen, sogenannte tier-1-Tests. Sie können unter anderem dazu genutzt werden um einen „worst case“ darzustellen, in welchem kein Abbau, sehr anfällige (sensitive) Arten und eine direkte Exposition gegeben sind. Höherstufige (higher tiered) Tests wie z. B. Tests mit Nichtzielarten, Bestäubern, Modellökosystemen oder die höchststufigen Feldstudien bieten realistischere Szenarien und Daten, steigen allerdings sehr im Aufwand.
Typische Endpunkte sind hierbei PNEC, LOEC & NOEL, sowie EC50 und LC50, welche über Dosis-Wirkungs-Kurven berechnet werden. Relevante Verordnungen und Richtlinien sind die OECD-Richtlinien zur Prüfung von Chemikalien, die Verordnung (EG) Nr. 1907/2006 (REACH), die Wasserrahmenrichtlinie, aber auch Biozid-, Arzneimittel- und Pflanzenschutzgesetze, welche aus den jeweiligen EU-Richtlinien hervorgehen. Besonderes Augenmerk liegt oft auf problematischen Stoffeigenschaften wie der Bioakkumulation und Biomagnifikation, beispielsweise bei PBTs und vPvB-Stoffen. Bei Schwermetallen wird die Mobilisierung untersucht. Bei aquatischen Organismen wird die Biokonzentration untersucht.
In Abhängigkeit vom zu untersuchenden Stoff und dessen Auswirkungen auf ein bestimmtes Umweltkompartiment (Wasser, Boden, Luft) werden verschiedene Testverfahren angewendet. Zur Bestimmung der aquatischen Ökotoxizität wird z. B. die schädliche Konzentration von Stoffen auf vier Organismengruppen (Fische, Wasserflöhe (Daphnien), Grünalgen und Bakterien) untersucht. Hierbei sind Wirbeltiere durch Fische, Nicht-Wirbeltiere durch die Daphnien, Makrophyten durch die Grünalgen und Bakterien durch Leuchtbakterien repräsentiert. Für das Kompartiment Boden wird die Wirkung von Substanzen auf Bakterien, höhere Pflanzen und Kompostwürmer untersucht.
Bei diesen Untersuchungen wird meist beobachtet, wie groß ein betrachteter Effekt mit steigender Dosis/Exposition der Substanz ist. Diese Effekte können z. B. sein:
- Wachstumshemmung von Algen (EC)
- Hemmung der Atmungsaktivität von Bakterien (EC)
- Überlebensrate von Fischeiern (LC)
- Reproduktionsrate von Wasserflöhen (EC)

Mit Hilfe dieser Daten und Informationen über Eintragspfade, dem Verhalten/Verbleib des Stoffes (und damit letztendlich der Expositionsdauer und/oder dem Akkumulationspotential) und erreichbarer Konzentrationen (Produktions-/Anwendungsmengen) wird im Rahmen der ökotoxikologischen Untersuchungen das Gefährdungspotential von Stoffen auf Organismen und die Umwelt abgeschätzt.
Häufig verwendete Testsysteme:
nach OECD Guidelines for the Testing of Chemicals
- Süßwasseralgen und Cyanobakterien Wachstumsinhibitionstest nach OECD Test Guideline No. 201
- Daphnien Reproduktionstest nach OECD Test Guideline No. 211
- Fish Embryo Acute Toxicity (FET) Test nach OECD Test Guideline No. 236

Siehe OECD-Richtlinien zur Prüfung von Chemikalien#2: Auswirkungen auf biologische Systeme
Nach DIN/EN/ISO
- Fischeitest nach DIN EN ISO 15088
- Fischtest nach DIN 38412-L31
- Daphnientest nach DIN EN ISO 6341-L40
- Algentest nach DIN EN ISO 8692 bzw. DIN 38412-33 bei Abwässern
- Leuchtbakterientest nach DIN EN ISO 11348-1

### Bücher
- Günter Fellenberg: Chemie der Umweltbelastung. Verlag B. G. Teubner, Stuttgart 1997, ISBN 3-519-23510-2.
- K. Fent: Ökotoxikologie. Georg Thieme Verlag, 4. Aufl., Stuttgart 2013, ISBN 978-3-13-109994-5.
- F. Korte: Lehrbuch der Ökologischen Chemie. Georg Thieme Verlag, Stuttgart 1992.
- B. Streit: Lexikon Ökotoxikologie. 2. Aufl., VCH Verlag, Weinheim 1994, ISBN 3-527-30053-8.

### Artikel in Zeitschriften
- Karin Mathes: Ökotoxikologische Wirkungsabschätzung: Das Problem der Extrapolation auf Ökosysteme – A priori Annahmen und Ungewissheiten. Umweltwissenschaften und Schadstoffforschung – Zeitschrift für Umweltchemie und Ökotoxikologie 9(1), S. 17–23 (1997), doi:10.1007/BF02945927.
- B. Hanisch, B. Abbas, W. Kratz, G. Schüürmann: Humanarzneimittel im aquatischen Ökosystem. Bewertungsansatz zur Abschätzung des ökotoxikologischen Risikos von Arzneimittelrückständen. Umweltwissenschaften und Schadstoffforschung – Zeitschrift für Umweltchemie und Ökotoxikologie 16(4), S. 223–238 (2004), doi:10.1065/uwsf2004.02.076.
- Heinz-R. Köhler, Rita Triebskorn: Stress im Boden: Früherkennung ökotoxikologischer Effekte durch Biomarker. Biologie in unserer Zeit 34(4), S. 240–248 (2004), doi:10.1002/biuz.200410256.
- Catherine A. Harris, Alexander P. Scott, Andrew C. Johnson, Grace H. Panter, Dave Sheahan, Mike Roberts, John P. Sumpter: Principles of Sound Ecotoxicology. In: Environmental Science & Technology. 2014, S. 3100–3111, doi:10.1021/es4047507.
- Martin Scheringer: Environmental chemistry and ecotoxicology: in greater demand than ever. In: Environmental Sciences Europe. 29, 2017, doi:10.1186/s12302-016-0101-x.

### Fachzeitschriften zum Thema
- Ecotoxicology
- Ecotoxicology and Environmental Safety
- Environmental Toxicology
- Environmental Toxicology and Chemistry
- Environmental Toxicology and Pharmacology
- Journal of Environmental Science and Health Part C – Environmental Carcinogenesis & Ecotoxicology Reviews